# 西莫尼峰

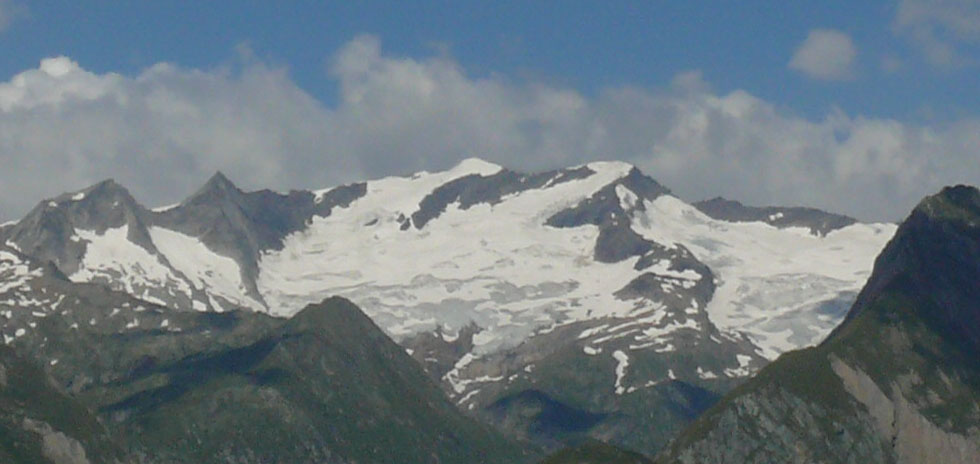

47°04′21″N 12°15′36″E / 47.0725°N 12.26°E
西莫尼峰（德語：Simonyspitzen），是奧地利的山峰，屬於維內迪傑山脈的一部分，海拔高度3,473米，該山峰每年平均降雨量1,971毫米，人類在1871年7月28日首次登頂。